# كيفون
كيفون هي قرية لبنانية من قرى قضاء عاليه في محافظة جبل لبنان. وتقع قرب قرية سوق الغرب و تعتبر من أجمل الأماكن السياحية اللبنانية ..